# 福勒 (紐約州)
福勒（英語：Fowler）是一個位於美國紐約州聖羅倫斯縣的鎮。

## 人口
根據2020年美國人口普查的數據，福勒的面積為156.88平方千米，當中陸地面積為153.26平方千米，而水域面積為3.62平方千米。當地共有人口2142人，而人口密度為每平方千米14人。